# Decaanzuur
Decaanzuur of caprinezuur is een verzadigd vetzuur met tien koolstofatomen (C10:0) en met als brutoformule C10H20O2. De stof komt voor als witte kristallen met een kenmerkende geur.
Zouten en esters van decaanzuur worden decanoaten of caprinaten genoemd.

## Synthese
Decaanzuur kan op laboratoriumschaal uit 1-decanol bereid worden.

## Natuurlijk voorkomen en winning
Decaanzuur komt gebonden in triglyceriden voor in diverse plantaardige oliën, zoals palm- en kokosolie en in het vet van geitenmelk. Uit deze vetten kan het zuur op industriële wijze gewonnen worden. Het voorkomen in geitenmelk is de oorzaak van de triviale naam (caprinezuur) van de verbinding: de wetenschappelijke naam voor de geit is immers Capra aegagrus hircus.

## Toepassingen
Decanoaten, zowel zouten als esters, worden in verschillende geneesmiddelen verwerkt. Omdat decaanzuur een vetzuur is, heeft het gebruik van het zout of de ester tot gevolg dat de vetoplosbaarheid, of lipofilie, groter wordt. Het vrijgeven van verbindingen vanuit vetweefsel verloopt gewoonlijk traag, waardoor het gebruik van decanoaten de mogelijkheid biedt medicijnen eenmalig toe te dienen, maar aan de andere kant een langdurige afgifte ervan in het lichaam te realiseren (bekend als depot-injectie).
Decaanzuur wordt verder gebruikt in organische syntheses, en industrieel in het maken van parfums, vetten, rubber, verfstoffen, plastics en voedseladditieven.